# Schindlers liste (film)
|  | Denne artikel omhandler filmen. For romanen, se Schindlers liste (bog) |
Schindlers liste er en amerikansk film fra 1993, instrueret af Steven Spielberg. Filmen fortæller den delvist autentiske historie om forretningsmanden Oskar Schindler, spillet af Liam Neeson, og hvordan han reddede over 1000 jøder fra døden under 2. verdenskrig. Schindlers liste blev i 1994 nomineret til 12 Oscars og vandt syv, bl.a. Oscar for bedste film og Oscar for bedste instruktør. Den var desuden en kommerciel succes og blev rost af adskillige anmeldere.
Filmen er noget anderledes fra Spielbergs øvrige film, da den er filmet i sort-hvid (med enkelte farver visse steder i filmen - ofte med en symbolsk effekt), og er tematisk anderledes fra Spielbergs typiske eskapistiske stil, som f.eks. E.T. eller Indiana Jones. Filmen var længe undervejs, da det begyndte som et projekt for Spielberg, hvor han ønskede at få andre instruktører til at skabe filmen. Han valgte til sidst at instruere filmen selv; med et manuskript skrevet af Steven Zaillian - baseret på romanen Schindler's Ark, skrevet af den australske forfatter Thomas Keneally, samt øjenvidneberetninger fra de mange overlevende jøder, kaldt Schindlerjuden eller Schindlerjøder.

## Handling
Oskar Schindler (Liam Neeson) er en opportunistisk forretningsmand, der kommer til Kraków i Polen i slutningen af 1930'erne. Som medlem af Nazistpartiet lykkes det ham at bestikke mange højtstående befalingsmænd, og får derigennem finansieret en fabrik, der fremstiller emaljevarer. Til at arbejde på fabrikken rekrutteres en stor gruppe polske jøder, der er særdeles billig arbejdskraft, da de har mistet deres borgerrettigheder og bor i en ghetto. Blandt de mange jøder ansættes den intelligente Itzhak Stern (Ben Kingsley), som mere eller mindre driver fabrikken for Schindler.
SS-løjtnanten Amon Göth (Ralph Fiennes) ankommer til den nyligt anlagte koncentrationslejr i Plaszow uden for Kraków, hvor han beordrer en massakre på den eksisterende ghetto. Oskar Schindler ser udryddelsen med egne øjne, og begynder her at tvivle på nazisterne intentioner. Som tiden går, begynder krigen at gå dårligt for Nazityskland, og Schindlerjøderne skal flyttes til koncentrationslejren i Auschwitz, hvor de går den sikre død i møde. Oskar Schindler, der på dette tidspunkt er blevet en rig mand, beslutter sig for at redde hans jøder, da han sammen med Itzhak Stern udarbejder en liste over "uundværlige arbejdere", som han direkte køber af Amon Göth. Via bestikkelse og manipulation af Göth og andre lykkes det sidst at få flyttet Schindlers jøder til en ny fabrik i Svitavy, Tjekkoslovakiet. Meningen er, at fabrikken skal producere granater til Nazitysklands militær, men er i virkeligheden et gemmested for de forfulgte jøder.
Ved Tysklands kapitulation i 1945 bliver Schindler nødt til at flygte, da han som medlem af Nazistpartiet kan retsforfølges. Schindler er tydeligt rørt ved afskeden med Itzhak Stern og de øvrige jøder, og bebrejder sig selv for ikke at have reddet nok mennesker fra døden.
Filmen afsluttes med epilog, hvor Schindlers liv efter krigen kort skitseres. Til sidst i filmen vises, hvordan de overlevende schindlerjøder lægger en sten på Oskar Schindlers grav, der ligger i Jerusalem, Israel. Filmen dedikeredes desuden mindet om de seks millioner dræbte jøder under 2. verdenskrig.

## Medvirkende
- Liam Neeson som Oskar Schindler
- Ben Kingsley som Itzhak Stern
- Ralph Fiennes som Amon Göth
- Caroline Goodall som Emilie Schindler
- Jonathan Sagall som Poldek Pfefferberg
- Embeth Davidtz som Helen Hirsch